# Loopre
Loopre (autrefois: Loper) est un hameau estonien de la commune de Kõo dans la région de Viljandi. Il appartenait avant la naissance de la république estonienne en 1919, à la paroisse de Pilistfer (aujourd'hui Pilistvere). Sa population est de 61 habitants.

## Histoire
C'est en 1782 qu'a été formé le domaine de Loper, avec un hameau attenant pour les villageois, autour du manoir seigneurial, qui est à l'origine du village actuel. Le premier propriétaire était Eberhart Gustav von Smitten. Il a été acheté par Jakob Zwiebelberg en 1878, puis vendu pour 60 000 roubles à Arved Seelandt, en 1909. L'exploitation agricole et le manoir ont été vendus au docteur Johannes Bolz pour 40 000 roubles en 1912. le domaine a été nationalisé en 1919. Le manoir et son parc ont été privatisés en 2007 pour 4,5 millions de couronnes en 2007.